# Volta à Costa Rica de 2019
A 55.ª edição da competição ciclista Volta à Costa Rica (oficialmente: Volta Internacional a Costa Rica 2019) celebrou-se do 16 ao 25 de dezembro de 2019, iniciou na cidade de Heredia na província do Heredia e finalizou na cidade de Heredia na província de Heredia. O percurso constou de um total de 11 etapas sobre uma distância de 1 192,5 km.
A carreira fez parte do UCI America Tour de 2020 baixo a categoria 2.2.

## Equipas participantes
Tomaram a partida um total de catorze equipas,
4 são de categoria Continental Os equipa
Canel’s Specialized do México
EDA Cycling Team Nicarágua
Global Cycling Team da Holanda
Ópticas Deluxe da Guatemala,
3 Selecções nacionais as quais são:
Selecção Nacional do Peru
Selecção Nacional da Rússia 
Selecção Nacional do Equador
quem conformaram um pelotão de 105 ciclistas.
| Equipas                             |
| ----------------------------------- |
| Pollos Don José – Múltiples Corella |
| Truman Team Josefino                |
| Tele Uno – Banco BCT                |
| Team Costafrut – Facturar CR        |
| Scotiabank-Nestlé-Metrica-Giant     |
| Probike – Lufese – VQ Sport         |
| El Colono – Protecto – Amanco       |
| Java Cycling Team                   |

### Equipas estrangeiras
| Equipas                      |
| ---------------------------- |
| Canel’s Specialized          |
| EDA Cycling Team             |
| TeamProCyclingStats          |
| Ópticas Deluxe               |
| Selecção Nacional do Peru    |
| Selecção Nacional da Rússia  |
| Selecção Nacional do Equador |

## Percurso
Etapa 1
16/12/2019: Municipalidade de Heredia – Canas (160 km)
Etapa 2
17/12/2019: Comité Cantonal de Deportes de Liberia – Esparza pela Estrada 1 (121 km)
Etapa 3
18/12/2019: Esparza – Jacó (68 km)
Etapa 4
18/12/2019: CRE Parrita – Jacó (46 km)
Etapa 5
19/12/2019: Jacó – Pérez Zeledón por Alto de San Juan (142 km)
Etapa 6
20/12/2019: Dominical – Golfito (135.5 km)
Etapa 7
21/12/2019: Golfito – Pérez Zeledón por Buenos Aires (178 km)
Etapa 8
22/12/2019: Pérez Zeledón – Pacayas (132 km)
Etapa 9
23/12/2019: Cronoescalada entre Cot de Oreamuno e San Juan de Chicuá (13 km)
Etapa 10
24/12/2019: SEC – Montes de Oca – Paraíso – Cervantes – Turrialba – Tucurrique – Cachí – Orosi – Paraíso (97 km)
Etapa 11
25/12/2019: Circuito Presidente na Aurora de Heredia (100 km)

## Evolução das classificações
| Etapa | Ganhador de etapa | Classificação geral | Classificação por pontos | Classificação da montanha | Classificação de meta-las volantes | Classificação dos jovens | Classificação por equipas |
| ----- | ----------------- | ------------------- | ------------------------ | ------------------------- | ---------------------------------- | ------------------------ | ------------------------- |